# Jerzy Hardie-Douglas
Jerzy Hardie-Douglas (ur. 1 lutego 1951 w Łodzi) – polski lekarz, chirurg i samorządowiec, w latach 2006–2018 i od 2024 burmistrz Szczecinka, poseł na Sejm IX kadencji.

## Życiorys
Rodzina Douglasów ma korzenie szkockie. Jerzy Hardie-Douglas jest wnukiem Jamesa Douglasa.
Po maturze pracował jako sanitariusz w łódzkim pogotowiu ratunkowym i jako pielęgniarz w Zgierzu. W latach 1970–1972 studiował na wydziale lekarskim Akademii Medycznej w Gdańsku, w 1976 został absolwentem wydziału lekarskiego Akademii Medycznej w Łodzi. Uzyskał specjalizacje lekarskie I i II stopnia z chirurgii ogólnej oraz II stopnia z chirurgii onkologicznej. W 1976 zatrudniony w szpitalu powiatowym w Szczecinku, od 1985 do 1992 był kierownikiem miejskiego pogotowia ratunkowego, a w latach 1992–2002 ordynatorem oddziału chirurgii ogólnej. Później praktykował w niepublicznym zakładzie opieki zdrowotnej i wojskowej specjalistycznej przychodni lekarskiej.
W 1980 organizował „Solidarność” w swoim zakładzie pracy, a w 1989 lokalny Komitet Obywatelski. Od 1990 do 1998 i od 2002 do 2006 zasiadał w radzie miejskiej Szczecinka, w latach 1990–1991 pełnił funkcję wiceburmistrza. Działał w Unii Demokratycznej i Ruchu Stu. W 2001 przystąpił do Platformy Obywatelskiej, został przewodniczącym jej struktur w powiecie szczecineckim. W wyborach parlamentarnych w tym samym roku bezskutecznie kandydował do Sejmu.
W 2005 wygrał przedterminowe wybory na burmistrza Szczecinka, rozpisane po wyborze Mariana Golińskiego do Sejmu. Urząd ten objął w następnym roku. W kolejnych wyborach samorządowych w 2006, 2010 i 2014 z powodzeniem ubiegał się o reelekcję (każdorazowo w pierwszej turze głosowania). W 2018 nie kandydował na burmistrza, został natomiast wybrany na radnego powiatu szczecineckiego.
W wyborach w 2019 uzyskał mandat posła IX kadencji z ramienia Koalicji Obywatelskiej w okręgu koszalińskim, otrzymując 10 280 głosów. Nie kandydował w kolejnych wyborach w 2023. W lutym 2024 został wykluczony z PO w związku z ogłoszeniem startu w wyborach w tym samym roku na burmistrza Szczecinka przeciwko oficjalnemu kandydatowi tej partii. W I turze tych wyborów uzyskał 45,8% głosów, a w drugiej turze pokonał ubiegającego się o reelekcję Daniela Raka, zdobywając 68,9% głosów.